# Vjatšeslav Zahovaiko
Vjatseslav Zahovaiko (Rapla, 29 dicembre 1981) è un ex calciatore estone, di ruolo attaccante.

## Carriera

### Club
La "Court of Arbitration for Sport" (CAS) della FIFA confermò il 30 dicembre 2008 che l'Al Kuwait SC avrebbe dovuto pagargli in compenso per rottura di contratto di 120.000 dollari e che al club sarebbe stato impedito di registrare nuovi giocatori, connazionali o stranieri, per due periodi di trasferimento: ciò confermò la decisione della Dispute Resolution Chamber della FIFA, che il 15 febbraio 2008 aveva emesso la stessa sentenza, smentendo la tesi del club secondo cui il contratto sarebbe stato concluso legalmente per via di risultati negativi ad un test medico.

### Nazionale
Vanta 40 presenze e 8 gol con la nazionale maggiore, con cui ha giocato dal 2003 al 2011.

## Palmarès

### Club
- Supercoppa d'Estonia: 2

Flora Tallin: 2004, 2009
- Coppa d'Estonia: 2

Flora Tallin: 2007-2008, 2008-2009
- Campionati ungheresi: 1

Debrecen: 2011-2012
- Coppe d'Ungheria: 1

Debrecen: 2011-2012

### Individuale
- Capocannoniere della Meistriliiga: 1

2004 (28 gol)